# 186
Cette page concerne l'année 186  du calendrier julien. Pour l'année 186 av. J.-C., voir 186 av. J.-C. Pour le nombre 186, voir 186 (nombre).
L'année 186 est une année commune qui commence un samedi.

## Événements
- Pertinax est envoyé comme légat en Bretagne où il apaise une révolte des soldats, qui voulaient le proclamer empereur. Il reste fidèle à Commode et le prévient  du complot de son beau-frère Antistius Burrus, qui l'a contacté pour qu'il le soutienne[1].
- Soulèvement d'une armée de déserteurs, sous la conduite de Maternus[2]. La révolte est étouffée en Germanie supérieure durant l'été[3]. Maternus ravage la Gaule et l'Espagne, puis passe en Italie où il projette de tuer Commode, peut-être à la faveur des fêtes données en l'honneur de Cybèle à Rome en mars 187. Le complot échoue et Maternus est exécuté[4].

## Naissances en 186
- 4 avril : Caracalla, empereur romain.